# Membraniporella ovula
Membraniporella ovula is een uitgestorven mosdiertjessoort uit de familie van de Cribrilinidae. De wetenschappelijke naam van de soort werd in 1852 voor het eerst geldig gepubliceerd door Alcide d'Orbigny.